# Frances de la Tour

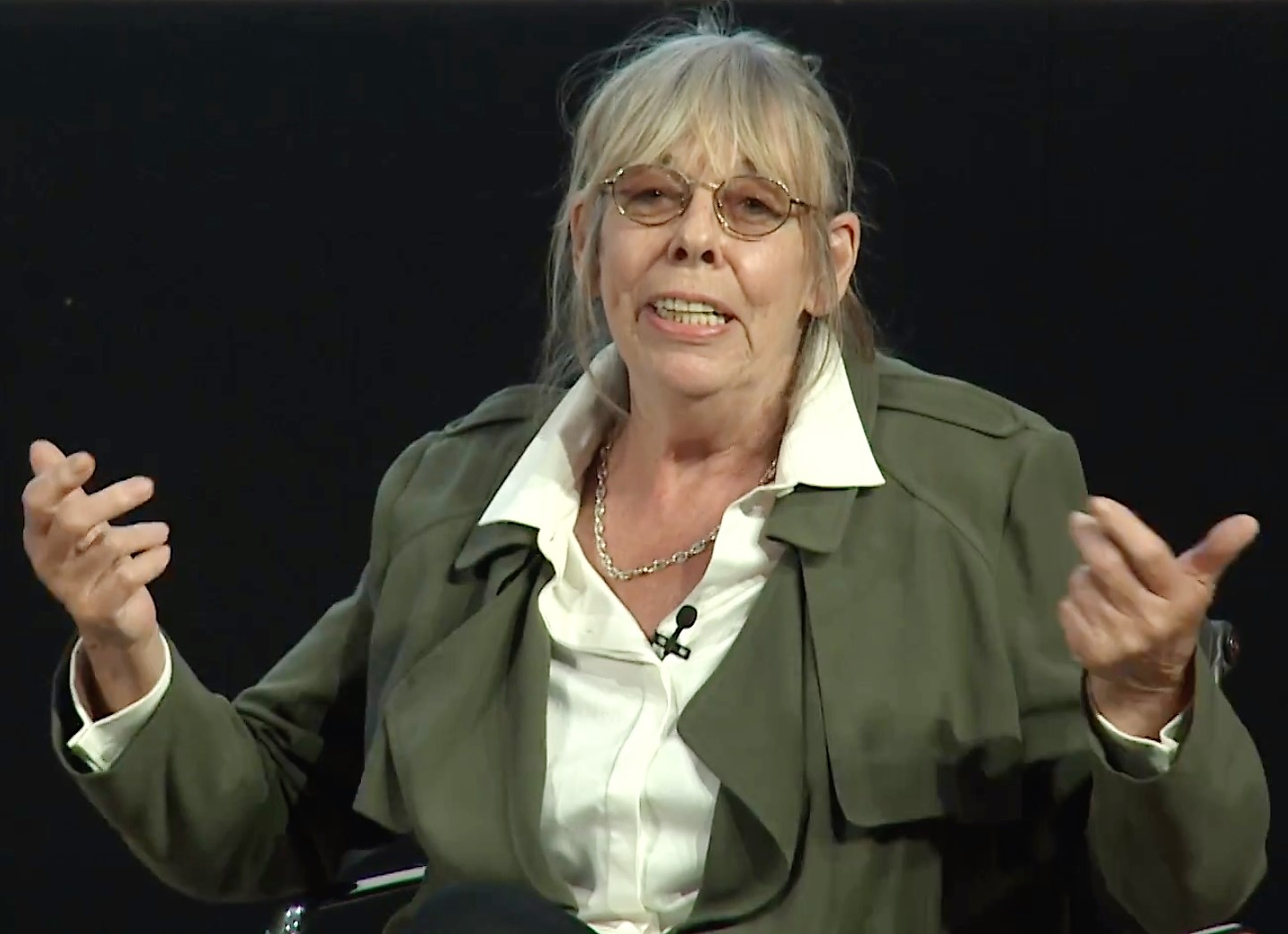
Frances de la Tour

Frances de la Tour (Bovingdon, 30 luglio 1944) è un'attrice britannica.

## Biografia
Nata a Bovingdon, nell'Hertfordshire, de la Tour è la sorella dello scrittore e attore Andy de la Tour. 
Raggiunge la fama nella serie televisiva Rising Damp (1974-1978), in cui appare con Leonard Rossiter e Richard Beckinsale, padre dell'attrice Kate Beckinsale. Durante quel periodo aderisce al Partito Rivoluzionario dei Lavoratori (Regno Unito), di ispirazione trockijista, accanto a Vanessa Redgrave. Continua a lavorare frequentemente con la Redgrave, e successivamente si unisce al suo gruppo politico, il Marxist Party.
È conosciuta per le sue rappresentazioni sul palcoscenico, in particolare nella commedia del 1973 Small Craft Warnings di Tennessee Williams nel London's West End. Williams descrisse la sua interpretazione come una delle migliori che avesse mai visto da qualsiasi attrice in qualsiasi commedia. Nel 2004 interpreta Salomè Otterbourne in Poirot sul Nilo, episodio della serie televisiva Poirot. Nel 2005 compare nella parte di Olympe Maxime, preside della scuola di Beauxbatons, nella versione cinematografica di Harry Potter e il calice di fuoco.
Nel 2007 ottiene la candidatura ai BAFTA come migliore attrice non protagonista per The History Boys. Nel 2010 è nel cast di Alice in Wonderland nel ruolo della zia Imogene. Nel 2011 è nel cast di Hugo Cabret di Martin Scorsese nel ruolo di Madame Emile.
Dal 2021 interpreta il ruolo di Adelaide Tempest, madre del criminologo Jasper Tempest (Ben Miller) nella serie televisiva Professor T..

## Filmografia

### Cinema
- Lo strano triangolo (Country Dance) (1970)
- Ogni uomo dovrebbe averne due (Every Home Should Have One) (1970)
- Our Miss Fred (1972)
- Una figlia per il diavolo (To the Devil a Daughter), regia di Peter Sykes (1976)
- Wombling Free (1977)
- Rising Damp, regia di Joseph McGrath (1980)
- Il giardino dei ciliegi (The Cherry Orchard), regia di Michael Cacoyannis (1999)
- Harry Potter e il calice di fuoco (Harry Potter and the Goblet of Fire), regia di Mike Newell (2005)
- The History Boys, regia di Nicholas Hytner (2006)
- Codice Genesi (The Book of Eli), regia di Albert e Allen Hughes (2010)
- Alice in Wonderland, regia di Tim Burton (2010)
- Lo schiaccianoci (The Nutcracker in 3D), regia di Andrej Končalovskij (2010)
- Harry Potter e i Doni della Morte - Parte 1 (Harry Potter and the Deathly Hallows - Part 1), regia di David Yates (2010)
- Hugo Cabret (Hugo), regia di Martin Scorsese (2011)
- Trap for Cinderella, regia di Iain Softley (2013)
- Into the Woods, regia di Rob Marshall (2014)
- Survivor, regia di James McTeigue (2015)
- Mr. Holmes - Il mistero del caso irrisolto (Mr. Holmes), regia di Bill Condon (2015)
- Miss You Already, regia di Catherine Hardwicke (2015)
- The Lady in the Van, regia di Nicholas Hytner (2015)
- Alice attraverso lo specchio (Alice Through the Looking Glass), regia di James Bobin (2016)
- Dolittle, regia di Stephen Gaghan (2020) - voce
- Enola Holmes, regia di Harry Bradbeer (2020)

### Televisione
- Rising Damp – serie TV (1974-1978)
- Rising Damp – film TV (1980)
- Assassinio allo specchio (Murder with Mirrors), regia di Dick Lowry – film TV (1985)
- Intrigo in famiglia (Bejewelled), regia di Terry Marcel – film TV (1991)
- Waking the Dead – serie TV, 1 episodio (2004)
- Poirot (Agatha Christie's Poirot) – serie TV, episodio 9x03 (2004)
- Miss Marple (Agatha Christie's Marple) – serie TV, episodio 2x02 (2006)
- Big School – serie TV, 12 episodi (2013-2014)
- Vicious – serie TV, 14 episodi (2013-2016)
- Outlander – serie TV, 4 episodi (2016)
- Man in an Orange Shirt, regia di Michael Samuels – miniserie TV (2017)
- Vanity Fair - La fiera delle vanità (Vanity Fair), regia di James Strong – miniserie TV, 7 puntate (2018)
- Professor T. – serie TV, 18 episodi (2021-in corso)

## Teatro (parziale)
- Timone d'Atene, di William Shakespeare. Royal Shakespeare Theatre (RST) di Stratford-upon-Avon (1965)
- Amleto, di William Shakespeare. RST di Stratford, Aldwych Theatre di Londra (1965)
- Enrico IV, parte II, di William Shakespeare. Royal Shakespeare Theatre di Stratford-upon-Avon (1966)
- La dodicesima notte, di William Shakespeare. Royal Shakespeare Theatre di Stratford-upon-Avon (1966)
- Enrico V, di William Shakespeare. Royal Shakespeare Theatre di Stratford-upon-avon (1966)
- La bisbetica domata, di William Shakespeare. RST di Stratford e Aldwych Theatre di Londra (1967), Ahmason Theatre di Los Angeles (1968)
- Come vi piace, di William Shakespeare. RST di Stratford, Aldwych Theatre di Londra (1967), Ahmason Theatre di Los Angeles (1968)
- La tragica storia del Dottor Faust, di Christopher Marlowe. RST di Stratford e tour (1969)
- Amleto, di William Shakespeare. Royal Shakespeare Theatre di Stratford-upon-Avon (1970)
- Sogno di una notte di mezza estate, di William Shakespeare. RST di Stratford (1970), Aldwych Theatre di Londra, Nederlander Theatre di Broadway (1971)
- Come vi piace, di William Shakespeare. Oxford Playhouse di Oxford (1975)
- Il diavolo bianco (o Vittoria Corombona), di John Webster. Old Vic di Londra (1976)
- Amleto, di William Shakespeare. Half Moon Theatre di Londra (1979)
- Duet for One, di Tom Kempinski, regia di Roger Smith. Bush Theatre e Duke of York's Theatre di Londra (1980)
- Zio Vanja, di Anton Čechov. Haymarket Theatre di Londra (1982)
- Una luna per i bastardi, di Eugene O'Neill. Mermaid Theatre di Londra (1983)
- Santa Giovanna, di George Bernard Shaw. National Theatre di Londra (1984)
- Re Lear, di William Shakespeare. Old Vic di Londra (1989)
- I parenti terribili, di Jean Cocteau. National Theatre di Londra (1994)
- Tre donne alte, di Edward Albee. Wyndham's Theatre di Londra (1995)
- The Play About the Baby, di Edward Albee. Almeida Theatre di Londra (1997)
- Antonio e Cleopatra, di William Shakespeare. Royal Shakespeare Theatre di Stratford-upon-Avon (1998) e Barbican Centre di Londra (2000)
- The History Boys, di Alan Bennett. National Theatre di Londra (2004), Broadhurst Theatre di Broadway (2006) e tour mondiale (2007)
- Boeing Boeing, di Marc Camoletti. Harold Pinter Theatre di Londra (2007)
- Il vizio dell'arte, di Alan Bennett. National Theatre di Londra (2010)
- Gente, di Alan Bennett. National Theatre di Londra (2012)

## Doppiatrici italiane
Nelle versioni in italiano delle opere in cui ha recitato, Frances de la Tour è stata doppiata da:
- Aurora Cancian in Hugo Cabret, Mr. Holmes - Il mistero del caso irrisolto, The Lady in the Van, Vanity Fair - La fiera delle vanità
- Rita Savagnone in Lo schiaccianoci 3D, Survivor
- Anne Marie Sanchez in Harry Potter e il calice di fuoco
- Graziella Polesinanti in Alice in Wonderland
- Marco Fumarola in Into the Woods
- Stefania Romagnoli in Outlander
- Lorenza Biella in Enola Holmes
- Angiolina Quinterno in Poirot